# Nyatri Tsenpo

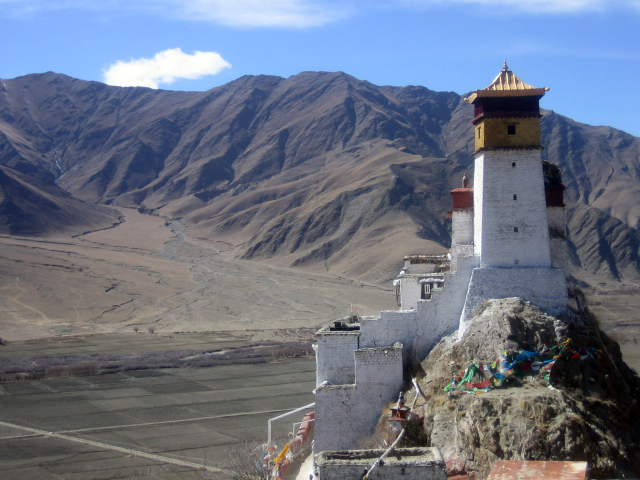
Yumbulagang, le premier bâtiment tibétain, en 2007

Nyatri Tsenpo (tibétain : གཉའ་ཁྲི་བཙན་པོ་, Wylie : gNya'-khri bTsan-po, THL : nyatri tsenpo) est un roi du Tibet de la dynastie de Yarlung dont le règne débuta en l'an -127 au IIe siècle av. J.-C.

## Description légendaire
Selon la tradition bönpo également trouvé dans les manuscrits de Dunhuang, Nyatri Tsenpo est le premier roi du Tibet, fondateur de la nation tibétaine. Selon ce mythe, ce roi d'origine divine serait descendu du ciel sur la montagne sacrée Lhari Gyangdo au Kongpo, accompagné de 2 prêtres tenant l'un un tambour et l'autre une cloche plate, 2 symboles bön. Selon la tradition bouddhiste qui rejeta ce mythe, Nyatri Tsenpo est un prince indien né en Inde et appartenant au clan Shakya du Bouddha Gautama. S'exprimant par signe et ne parlant pas le tibétain, il leva la main droite en pointant le ciel quand les Tibétains lui demandèrent d'où il venait. Ils interprétèrent qu'il venait du ciel et le prennent pour roi.
En raison de particularités physiques étranges, comme des mains palmées et des paupières se fermant par en bas, il aurait été accueilli comme un dieu par les Tibétains, qui le prirent sur leurs épaules pour l'introniser roi, ce qu'indiquerait son nom : souverain (Tsenpo) intronisé par le cou (nyatri).
Selon une légende de la religion Bön, au IIe siècle av. J.-C., le premier bâtiment tibétain, Yumbulagang, aurait été érigé pour le roi Nyatri Tsenpo.
L'année de son intronisation marque la première année du calendrier tibétain. C'est donc en l'honneur du premier roi du Tibet qu'est célébré le nouvel an tibétain, le Losar.
Selon l'histoire mythique du Tibet, les premiers rois étaient immortels, reliés aux cieux par une corde au moyen de laquelle ils y remontaient à la fin de leur séjour terrestre. Tout cela aurait pris fin avec le roi (Drigum Tsenpo) : ayant provoqué son palefrenier Lo-ngam, la corde le reliant au ciel fut coupée durant le combat et il en mourut ; il fut le premier à laisser un cadavre et à être enterré.